# George S. Patton

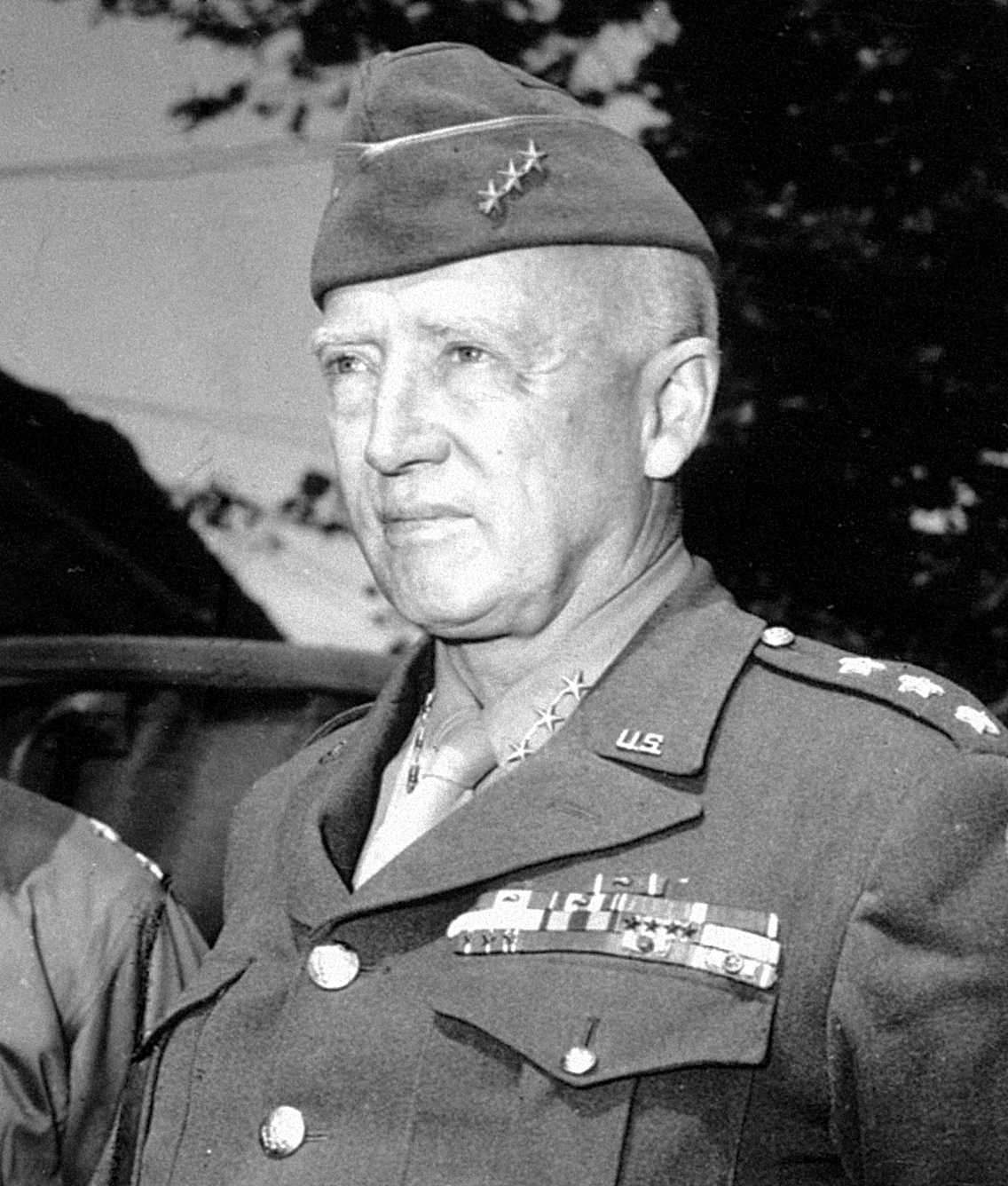
George S. Patton (vor Mai 1945)

George Smith Patton jr. (* 11. November 1885 in San Gabriel, Kalifornien; † 21. Dezember 1945 in Heidelberg, Württemberg-Baden) war ein General der US Army. Er befehligte im Zweiten Weltkrieg das II. US-Korps in Nordafrika, die 7th US-Army auf Sizilien und nach der Landung in der Normandie die 3rd US-Army an der Westfront. Vom 9. Mai bis 9. Oktober 1945 war er US-Militärgouverneur von Bayern.

## Herkunft und Jugend
George Smith Patton Jr. wurde am 11. November 1885 in der kalifornischen Kleinstadt San Gabriel, Los Angeles County, geboren. Er entstammte einer angesehenen und wohlhabenden Familie mit einer langen militärischen Tradition. Sein Großvater George S. Patton senior (1833–1864) hatte als Colonel während des amerikanischen Sezessionskrieges in der Confederate States Army gedient und war in der Dritten Schlacht bei Winchester tödlich verwundet worden, ein Großonkel fiel bei Gettysburg. Pattons Vater, George Smith Patton Sr. (1856–1927) war District Attorney des Los Angeles County, seine Mutter Ruth Wilson (1861–1928) war die Tochter des ehemaligen Bürgermeisters von Los Angeles und Politikers, Benjamin Davis Wilson.
Patton verbrachte eine privilegierte Kindheit auf der elterlichen Farm in Lake Vinyard, unweit von Pasadena. Zunächst unterrichteten ihn Hauslehrer und erst ab dem elften Lebensjahr besuchte er eine Privatschule. Aufgrund seiner Legasthenie wurde Patton verspottet, weshalb er einen Minderwertigkeitskomplex entwickelte und Zeit seines Lebens war Versagensangst der Hauptantrieb seines Handelns. Mit zunehmendem Alter überwand Patton diese Schwäche und widmete sich intensiv militärhistorischen Werken (u. a. Hannibal, Scipio Africanus, Napoleon Bonaparte, Carl von Clausewitz). Die eigene Familiengeschichte und die Freundschaft seines Vaters zum Kriegshelden John S. Mosby verfestigten bei dem Jungen den Wunsch, selbst Soldat zu werden. Darüber hinaus war Patton ein ausgesprochener Pferdeliebhaber und galt als guter Reiter.

## Ausbildung und Olympiateilnahme

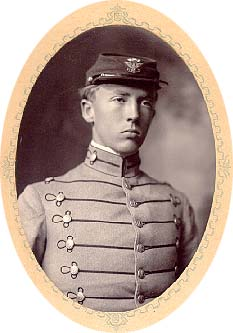
Patton als Kadett (1907)

1903 wurde Patton als Kadett am Virginia Military Institute angenommen, welches bereits sein Vater und Großvater durchlaufen hatten. Er gehörte der Studentenverbindung Kappa Alpha Order an. Nach nur einem Jahr wechselte Patton 1904 an die United States Military Academy nach West Point. Allerdings musste er sein erstes Studienjahr aufgrund mangelhafter Leistungen im Fach Mathematik wiederholen. Schließlich beendete Patton seine Offiziersausbildung am 11. Juni 1909 als 46. von 103 Absolventen seines Jahrgangs und trat als Second Lieutenant in die US-Kavallerie ein.
1912 nahm Patton für die Vereinigten Staaten an den Olympischen Spielen in Stockholm teil. In der Disziplin moderner Fünfkampf belegte er den fünften Platz, löste jedoch wegen seiner Schießergebnisse eine Kontroverse aus – Patton, der großkalibrigere Pistolen verwendete, behauptete, einige seiner Treffer seien doppelt zu zählen, weil er zweimal genau denselben Punkt getroffen habe. In Europa besuchte er nach den Spielen die Städte Dresden, Berlin und Nürnberg sowie die Kavallerieschule der französischen Armee in Saumur, um seine Fertigkeiten mit dem Kavallerie-Säbel zu verbessern.

## Militärlaufbahn
1909 wurde Patton dem 15th Cavalry Regiment zugewiesen und an den Garnisonen in Fort Sheridan, Illinois, (bis 1911) sowie Fort Myer, Virginia, (1911/12) eingesetzt. Nach seiner Rückkehr von den Olympischen Spielen, führte die US-Kavallerie den von ihm entworfenen Säbel Model 1913 Cavalry Saber ein und Patton erarbeitete als Instrukteur an der Mounted Service School in Fort Riley, Kansas, entsprechende Ausbildungsprogramme für den Nahkampf.
Vor dem Hintergrund der wachsenden Spannungen zwischen den Vereinigten Staaten und Mexiko, drängte Patton 1915 auf eine Versetzung zum 8th Cavalry Regiment nach Fort Bliss, Texas. In Sierra Blanca führte er mit seiner Einheit Grenz-Patrouillen durch.

### Erster Weltkrieg

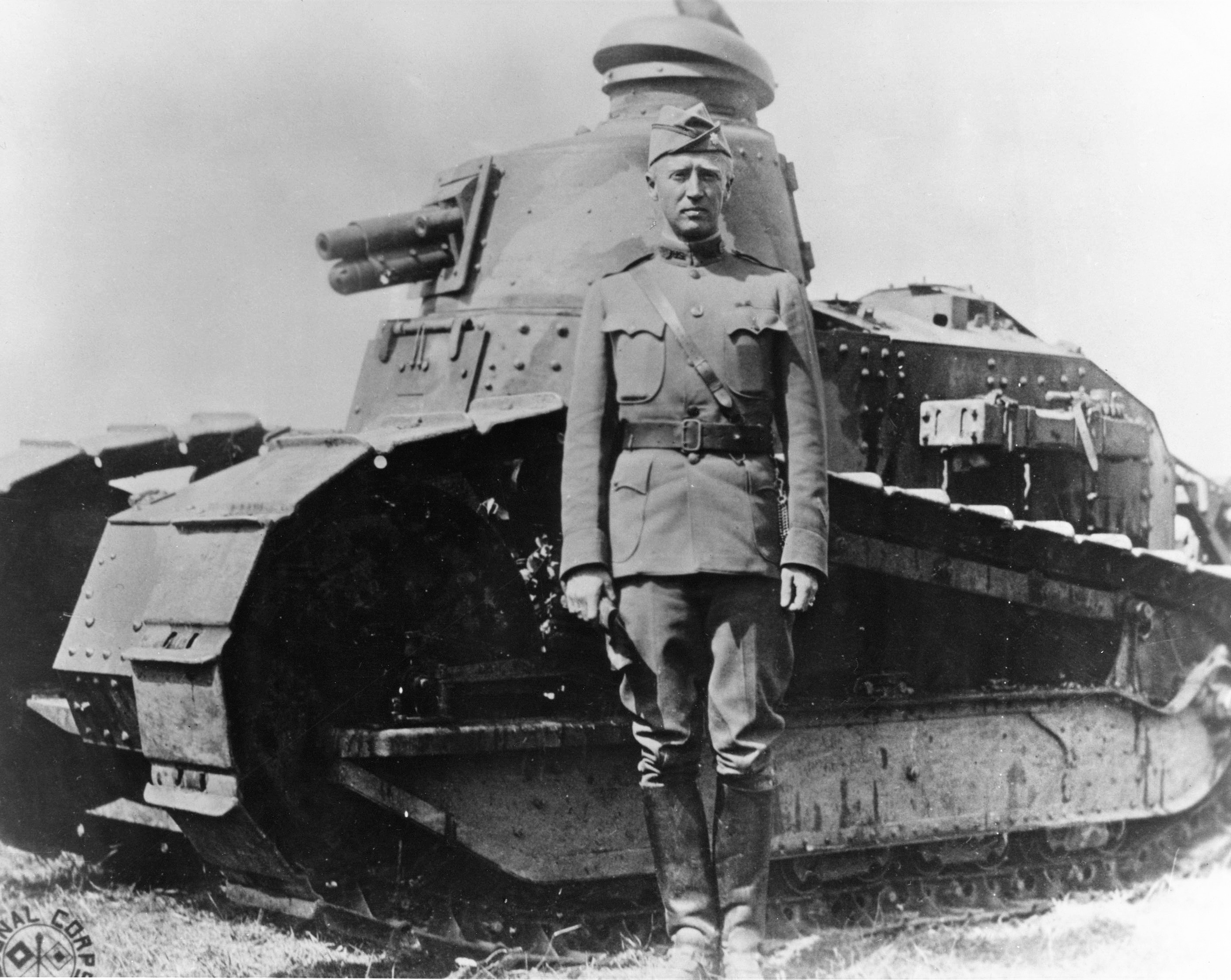
Lieut. Col. Patton in Frankreich, Sommer 1918

1916 wurde er 1st Lieutenant. Patton wurde an die mexikanische Grenze verlegt, wo er gegen Aufständische kämpfte und dabei „General“ Julio Cardenas, den Führer der Leibgarde Pancho Villas, mit seinem Colt tötete. Unter General Pershing kämpfte Captain Patton während des Ersten Weltkriegs an der Westfront in Europa. Er bildete die ersten 500 amerikanischen Panzerfahrer aus und zeichnete sich mit übernommenen französischen Tanks im September 1918 während der Schlacht von St. Mihiel aus. Im Verband des I US-Corps nahm er mit seiner Panzerabteilung auch an der folgenden Maas-Argonnen-Offensive teil.
Patton beendete den Krieg, durch Maschinengewehr-Feuer verwundet, als Colonel (temporary rank).
Patton war Anhänger der Reinkarnationstheorie und glaubte, in einem früheren Leben schon einmal in Frankreich gewesen zu sein.

### Zweiter Weltkrieg

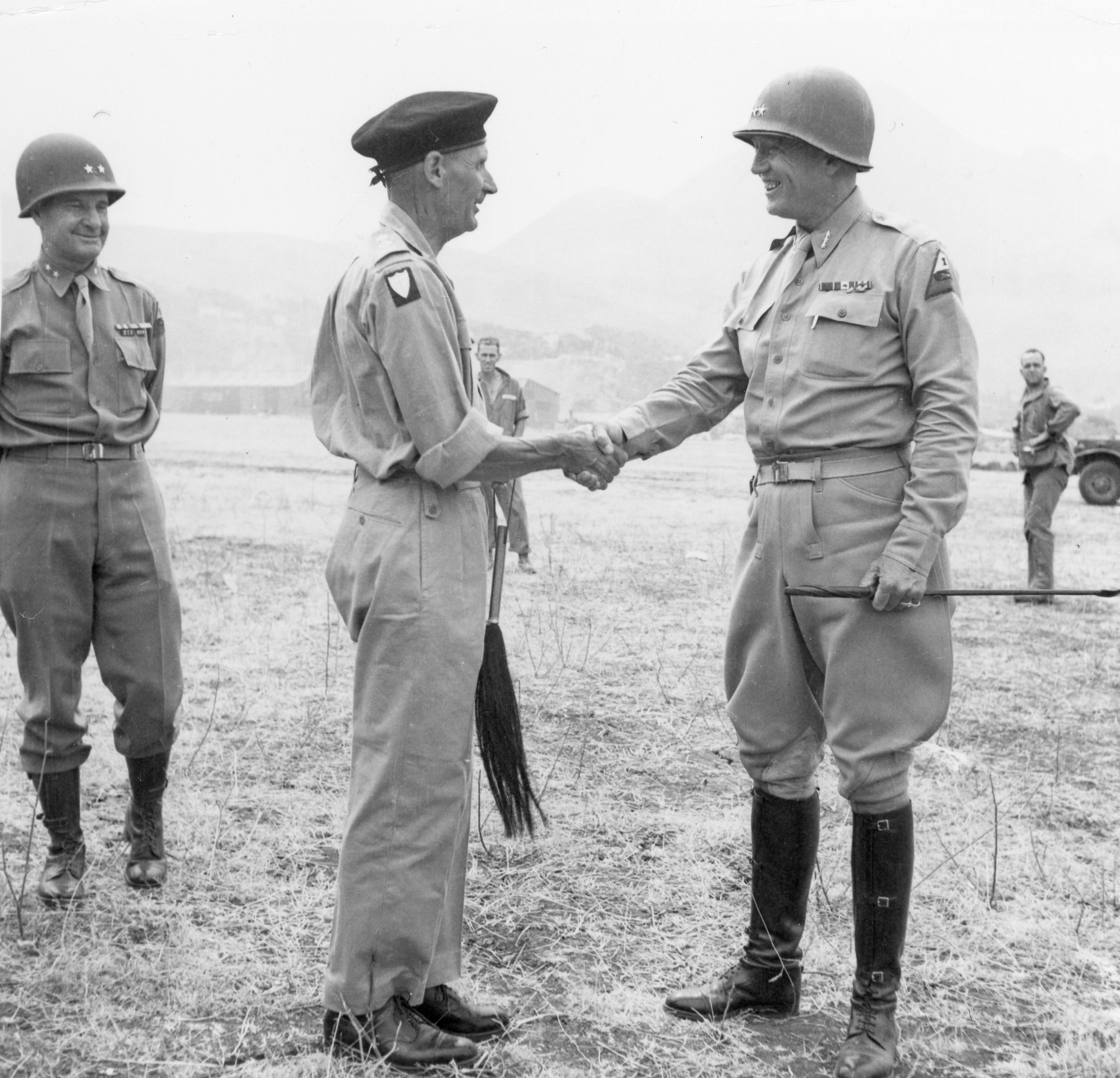
General Bernard Montgomery und Generalleutnant George S. Patton am 28. Juli 1943 in Palermo, Sizilien

Während des Zweiten Weltkrieges kommandierte er zunächst bis zum Januar 1942 die 2nd Armored Division und dann das I Armored Corps. Er nahm unter General Dwight D. Eisenhower ab 8. November 1942 an der Operation Torch, der alliierten Landung in Nordafrika, teil. Generalmajor Patton befehligte die westliche Streitmacht, die bei Fedala landete und deren Ziel die Besetzung von Casablanca war. Allgemeine Bekanntheit beim Gegner erlangte er durch seine Erfolge im Tunesien-Feldzug und nach der Landung auf Sizilien.

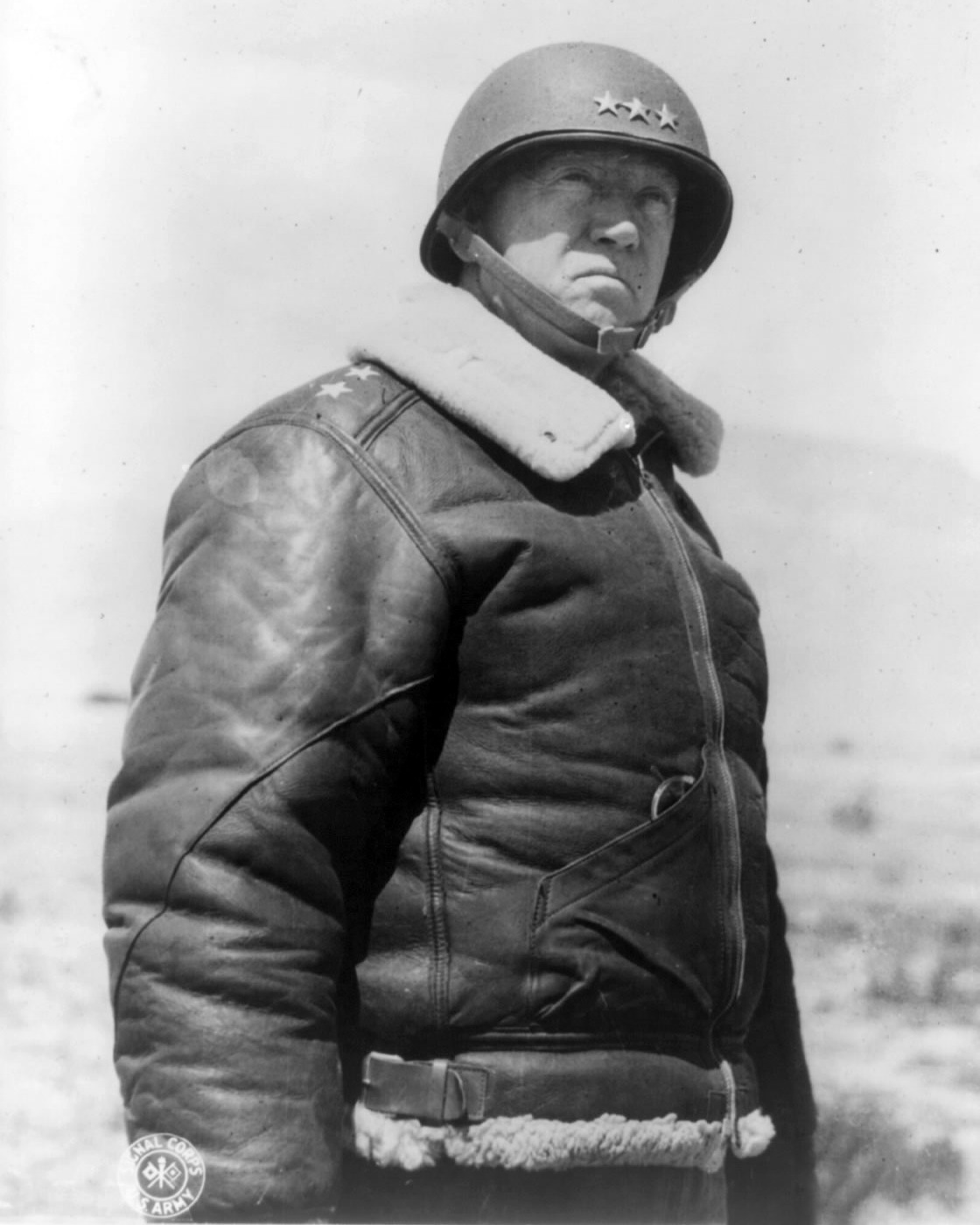
George S. Patton jr., 1943

Am 6. März 1943 wurde Patton auf Vorschlag von Eisenhower zum Lieutenant General befördert. Er übernahm gleichzeitig das freigewordene II US-Corps. Major General Omar N. Bradley wurde ihm als Stellvertreter zugeteilt. Patton ließ die US-Truppen auf Gafsa vorstoßen, die sich bis Mai 1943 durch den Vorstoß auf Biserta an der Einschließung der deutsch-italienischen Heeresgruppe im Brückenkopf von Tunis beteiligten.
Als neuernannter Oberbefehlshaber der 7th US-Army befehligte Patton im Rahmen der Operation Husky ab 10. Juli 1943 die Landung der US-Streitkräfte auf Sizilien. Anfangs war die 7th Army lediglich als Deckung der Flanke der britischen 8th Army unter Bernard L. Montgomery vorgesehen, doch der Ehrgeiz Pattons trieb seine Verbände ins Innere Siziliens vor. Nachdem er am 22. Juli Palermo eingenommen hatte, war ganz Westsizilien unter amerikanischer Kontrolle, während die Briten vor Messina festliefen. Patton plante daraufhin, auch Messina vor den Briten einzunehmen. Teile der 3rd US-Infantry Division drangen am 17. August in Messina ein; damit hatte Patton auch dieses „Rennen“ gewonnen.

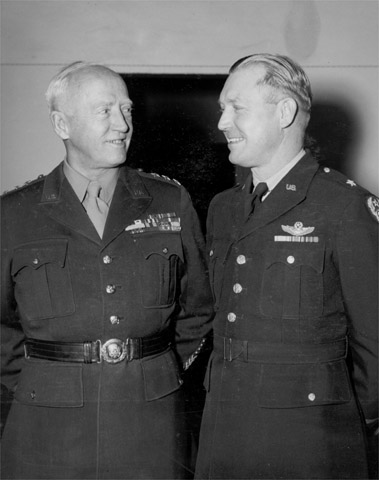
General Patton (links) mit Brigadier General Otto P. Weyland (US Air Force) im französischen Nancy, 1944

Während zweier Lazarettbesuche auf Sizilien schlug er unter posttraumatischen Belastungsstörungen leidende Soldaten bzw. bedrohte sie mit seiner Waffe. Obwohl zuerst unter Verschluss gehalten, gelangten die Vorfälle vom 3. und 10. August 1943 schließlich doch an die Öffentlichkeit. Aufgrund des Ohrfeigen-Skandals hatte Patton bei der Operation Overlord, der Invasion in Frankreich 1944, anfänglich keine aktive Rolle. Patton wurde aufgrund der Geschehnisse zwar für die nächsten elf Monate vorerst zu einer Randfigur auf dem europäischen Kriegsschauplatz, eine Entlassung aus dem Militärdienst stand für Eisenhower allerdings zu keinem Zeitpunkt wirklich zur Debatte. Als Teil der Operation Quicksilver wurde Patton dann Oberbefehlshaber der nur auf dem Papier (bzw. aus Fahrzeug- und Geschütz-Attrappen) bestehenden 1st US-Army Group (FUSAG, the First United States Army Group), um der deutschen Militärführung eine alliierte Landungsabsicht an der Straße von Dover vorzutäuschen, während die tatsächliche Landung in der Normandie am 6. Juni 1944 stattfand.
Pattons wohl bedeutendster Erfolg als Truppenführer war nach seiner Rehabilitierung der Durchbruch durch die deutschen Linien am 30. Juli 1944 bei Avranches, als er während der Operation Cobra durch eine mit der 4th US Armored und 6th US-Armored Division mit großer Schnelligkeit vorgetragenen Operation die äußere linke deutsche Flanke durchstoßen konnte. An der Brücke von Pontaubault schleuste er in 72 Stunden sieben Divisionen durch und konnte fast ohne Widerstand in Richtung Seine vorrücken. Nach diesem Ausbruch aus dem Landekopf erlangte Patton als kämpfender General der 3rd US-Army legendären, in Führungskreisen jedoch auch zwiespältigen Ruhm.
So berichtet der US-Oberbefehlshaber Generalleutnant Omar Bradley, dass Patton, als er beim Schließen des Kessels von Falaise Argentan erreicht hatte, ihn angerufen und – im Hinblick auf das ihm entgegenkommende, von Norden aus geführte britische Zangenunternehmen – erklärt habe: „Lassen Sie mich nach Falaise weitermarschieren und wir werden die Briten zu einem zweiten Dünkirchen in die See zurückjagen.“
Patton erzielte weitere Erfolge
- beim Kampf um Metz (27. August bis 13. Dezember 1944), der mit der Eroberung der alten Festung Metz endete,
- beim Entsatz der eingeschlossenen Amerikaner in Bastogne in der Abwehr der Ardennenoffensive,
- beim Rheinübergang ab 22. März 1945 bei Nierstein und Oppenheim und
- bei seinem rapiden Vormarsch durch Süddeutschland mit der kampflosen Einnahme von Ulm und Memmingen nach Westböhmen, wo sein weiteres Vordringen nach der Einnahme von Pilsen aus politischen Gründen gestoppt wurde.

George S. Patton jr. war ein Pferdeliebhaber. Diesem Umstand ist es zu verdanken, dass er im Mai 1945 dafür Sorge trug, dass durch die westlichen Truppen das Gestüt Hostau, wo alle Pferde der Staatsgestüte im Einflussbereich der deutschen Wehrmacht zusammengezogen waren, auch die berühmten Lipizzaner aus Piber, vor den sowjetischen Truppen in Sicherheit gebracht wurde, um den wertvollen Pferdebestand zu retten. Er hatte die Sorge, die sowjetischen Truppen würden den kulturellen Wert der Lipizzanerzucht nicht erkennen.
Kurz vor Kriegsende wurde Patton zum General befördert.

#### Die gescheiterte Task Force Baum
Als unrühmliche Erinnerung an General Patton ging, neben der Erschießung mehrerer Dutzend deutscher Kriegsgefangener beim Massaker von Chenogne, auch die von ihm eingesetzte Task Force Baum in die Geschichtsbücher ein. Am 26. März 1945, kurz vor Kriegsende, schickte Patton einen Kampfverband von 300 Mann mit Panzern, Halbkettenfahrzeugen und Jeeps von Aschaffenburg aus hinter die deutschen Linien. Kommandierender war der 24-jährige Hauptmann Abraham J. Baum und das Ziel die Befreiung von Pattons Schwiegersohn John K. Waters (mit seiner Tochter Beatrix verheiratet), der sich in einem deutschen Gefangenenlager bei Hammelburg befand. Baum schlug sich quer durch den Spessart durch; unter großen Verlusten und selber verletzt erreichte er das Lager. Beim Rückzug am 28. März 1945 wurde Baums Trupp eingeschlossen und vollkommen aufgerieben. Er und John Waters begegneten sich im Gefangenenlazarett. Das Lager wurde zehn Tage später endgültig befreit. Patton ließ seinen Schwiegersohn Waters, nicht aber Baum ausfliegen.

#### Befreiung Buchenwalds
Als die 3rd US-Army am 11. April 1945 das KZ Buchenwald auf der Anhöhe des nahe Weimar gelegenen Ettersbergs befreite, war Patton – nach einer Besichtigung am 15. April – von der Grausamkeit der Nazis so schockiert, dass er der Militärpolizei befahl, am folgenden Tag 1000 Weimarer durch das KZ zu führen, um sie mit der Realität der NS-Diktatur zu konfrontieren.

### Gouverneur Bayerns

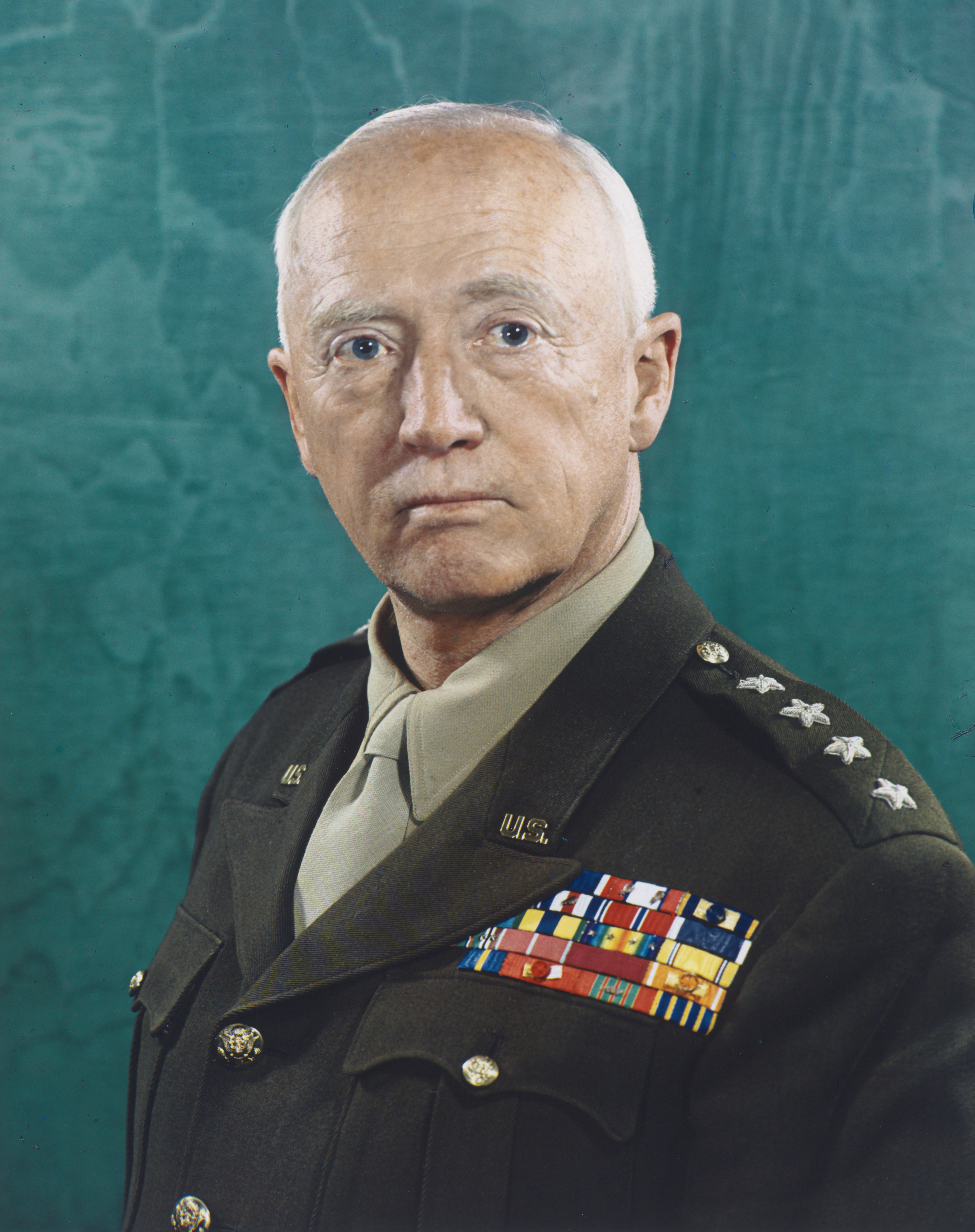
George S. Patton jr. als General, 1945

Nach dem Krieg war Patton Militärgouverneur von Bayern und residierte von Mai bis September 1945 im Haus des ehemaligen Reichspresseleiters, Max Amann, in St. Quirin in Gmund am Tegernsee. Er kam schon bald in Schwierigkeiten, da er die Entnazifizierung nicht zügig vorantrieb.
Patton liebte seinen Beruf und war der Ansicht, dass der Krieg zum menschlichen Leben dazugehöre. Seine Markenzeichen waren ein gravierter vernickelter Colt Single Action Army Revolver .45 Modell 1873 mit Elfenbeingriff, ein Smith & Wesson .357 Magnum und sein Bull Terrier Willie. Er war ein Zyniker und umstritten, bei seinen Aktionen aber sehr erfolgreich.
Aus seiner antisemitischen Überzeugung machte Patton keinen Hehl. In seinem Tagebuch schrieb er im September 1945, dass der US-Finanzminister Henry Morgenthau und der Präsidentenberater Bernard Baruch „semitische Rache“ gegen die Deutschen üben würden. Gegen die jüdischen Displaced Persons (DPs) in seinem Kommandobereich forderte er eine besonders harte Vorgehensweise. Wie Strafgefangene sollten sie eingesperrt und streng bewacht werden. Er behauptete, DPs seien keine menschlichen Wesen, und notierte: „… this applies particularly to the Jews who are lower than animals …“ In einem Brief an Baruch vom Dezember 1945 bestritt er allerdings, Antisemit zu sein. Pattons Äußerungen über die SS wurden von manchen als Bewunderung dieser verstanden: „Die SS … eine verdammt gut aussehende Bande von sehr disziplinierten Hurensöhnen.“ Mit solchen wenig diplomatischen Äußerungen rief er das Unverständnis vieler Zeitgenossen hervor. Er wollte ein Bündnis mit den Deutschen, um die Sowjetunion zu vernichten. Damit dachte er in eine ähnliche Richtung wie der britische Premierminister, Winston Churchill, mit der Operation Unthinkable. In einem Interview mit US-Journalisten am 22. September 1945 bezeichnete Patton die NSDAP als „normale“, den Demokraten und Republikanern in den USA vergleichbare Partei. Daraufhin löste Eisenhower ihn von seinem Kommando über die 3rd US-Army ab; sein Nachfolger wurde Walter Joseph Muller. Er versetzte Patton zur 15th Army in Bad Nauheim und trug ihm auf, Quellenmaterial zur Geschichte des Zweiten Weltkrieges zusammenzustellen. Patton empfand diesen Auftrag als degradierend und entwürdigend.

## Tod

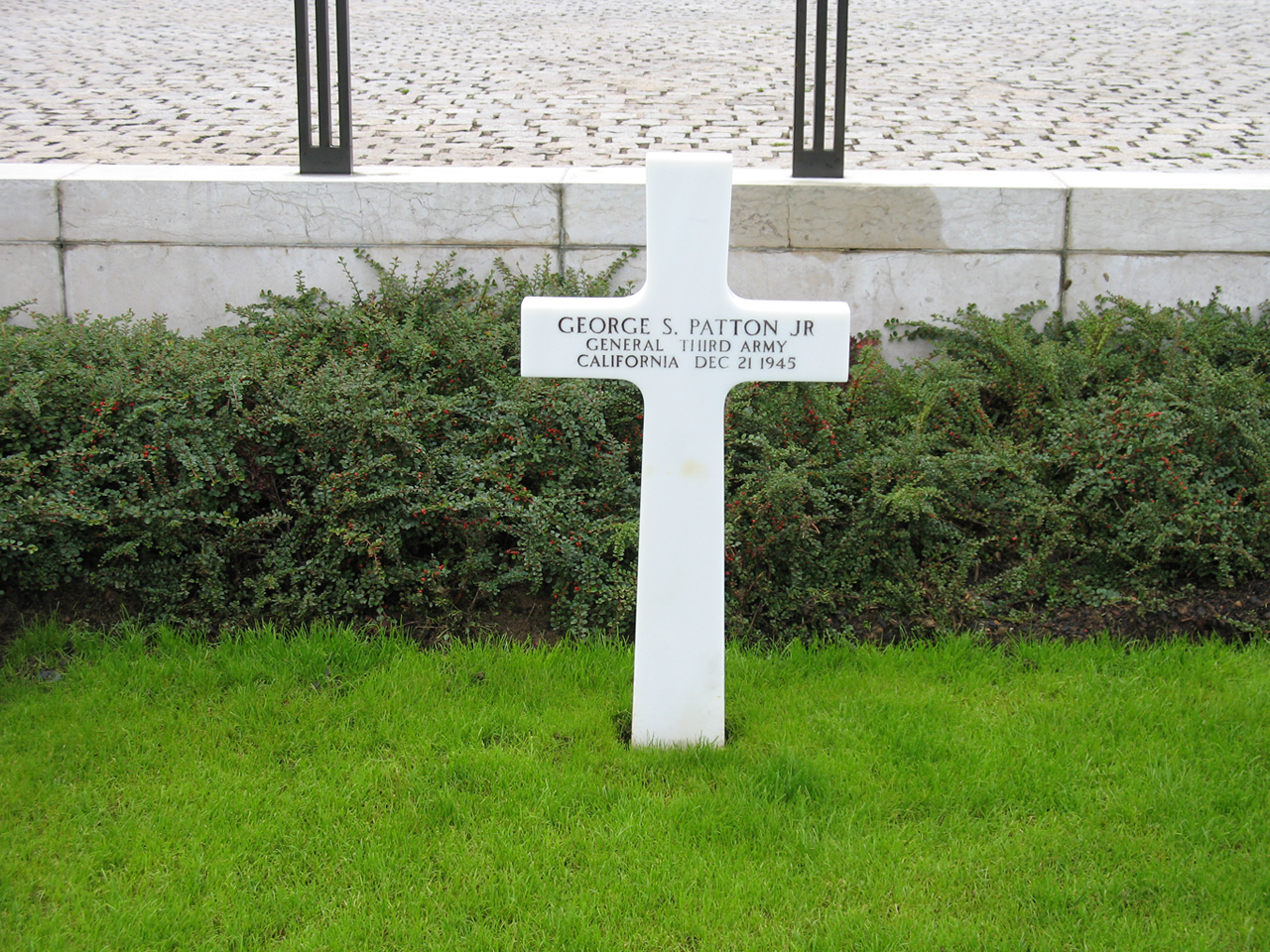
Grab Pattons im Luxembourg American Cemetery and Memorial

Am 9. Dezember 1945, einen Tag vor seiner geplanten Rückkehr in die USA, begab sich der General gemeinsam mit seinem Chef des Stabes, Generalmajor Hobart R. „Hap“ Gay, auf Fasanenjagd. Gegen 11:45 Uhr stieß der Wagen, ein Cadillac Model 75, gefahren von PFC Horace Woodring, auf einem Bahnübergang in Mannheim-Käfertal mit einem amerikanischen Lastkraftwagen, am Steuer der Technical Sergeant Robert L. Thompson, frontal zusammen (Unfallort heute: Mannheimer Straße, Ecke Neustadter Straße). Während General Gay und der Fahrer unverletzt blieben, erlitt Patton einen Halswirbelbruch mit einer Querschnittlähmung, vermutlich weil er auf die Trennwand im Wagen aufschlug.
Patton starb am 21. Dezember im Heidelberger Militärhospital infolge einer Lungenembolie. Auf eigenen Wunsch wurde er auf dem amerikanischen Soldatenfriedhof Luxembourg American Cemetery and Memorial bei Hamm in Luxemburg inmitten der Soldaten „seiner“ 3rd US-Army beigesetzt.
Später wurde er aus dem Gräberfeld an eine gesonderte Stelle näher beim Eingang umgebettet, damit die vielen Besucher, die speziell seinetwegen kommen, nicht die Totenruhe der umliegenden Soldaten stören.
1947 wurden Teile seiner Papiere veröffentlicht. Später folgten weitere Memoiren weiterer Oberbefehlshaber (z. B. 1948 von Eisenhower, 1958 von Montgomery).

## Familie
Am 26. Mai 1910 heiratete Patton seine Ehefrau Beatrice Banning Ayer (1886–1953) in Beverly Farms, Massachusetts. Sie war die Tochter des vermögenden Textilindustriellen Frederick Ayer aus Boston und das Paar kannte sich bereits seit dem Kindesalter, da die Familien ihre Ferien gemeinsam auf Santa Catalina Island verbracht hatten. Aus der Ehe gingen drei Nachkommen hervor:
- Beatrice Smith (1911–1952)
- Ruth Ellen (1915–1993)
- George Patton IV (1923–2004), Generalmajor der US Army[16]

## Ehrungen und Auszeichnungen
Ehrungen

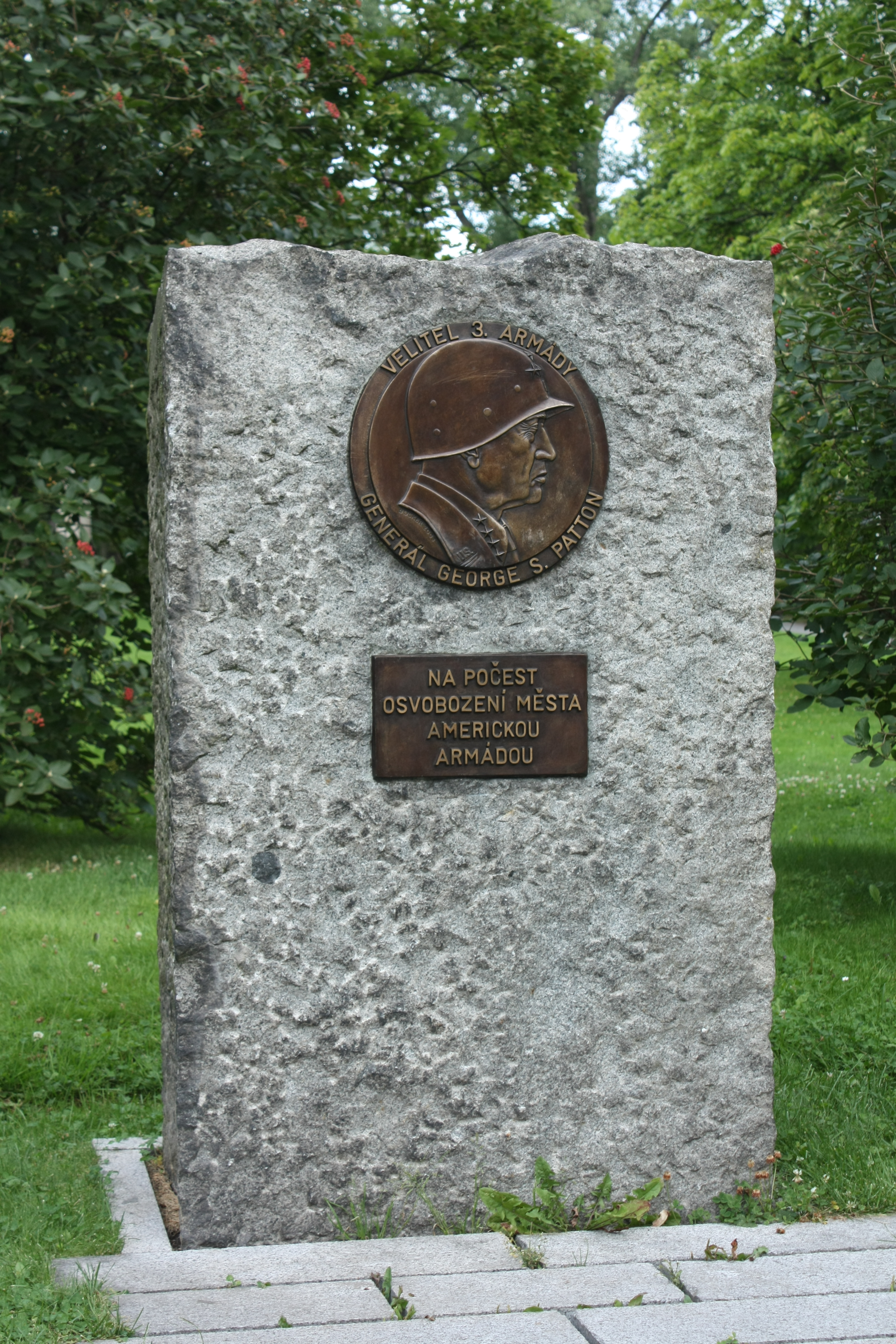
Patton-Denkmal im tschechischen Marienbad

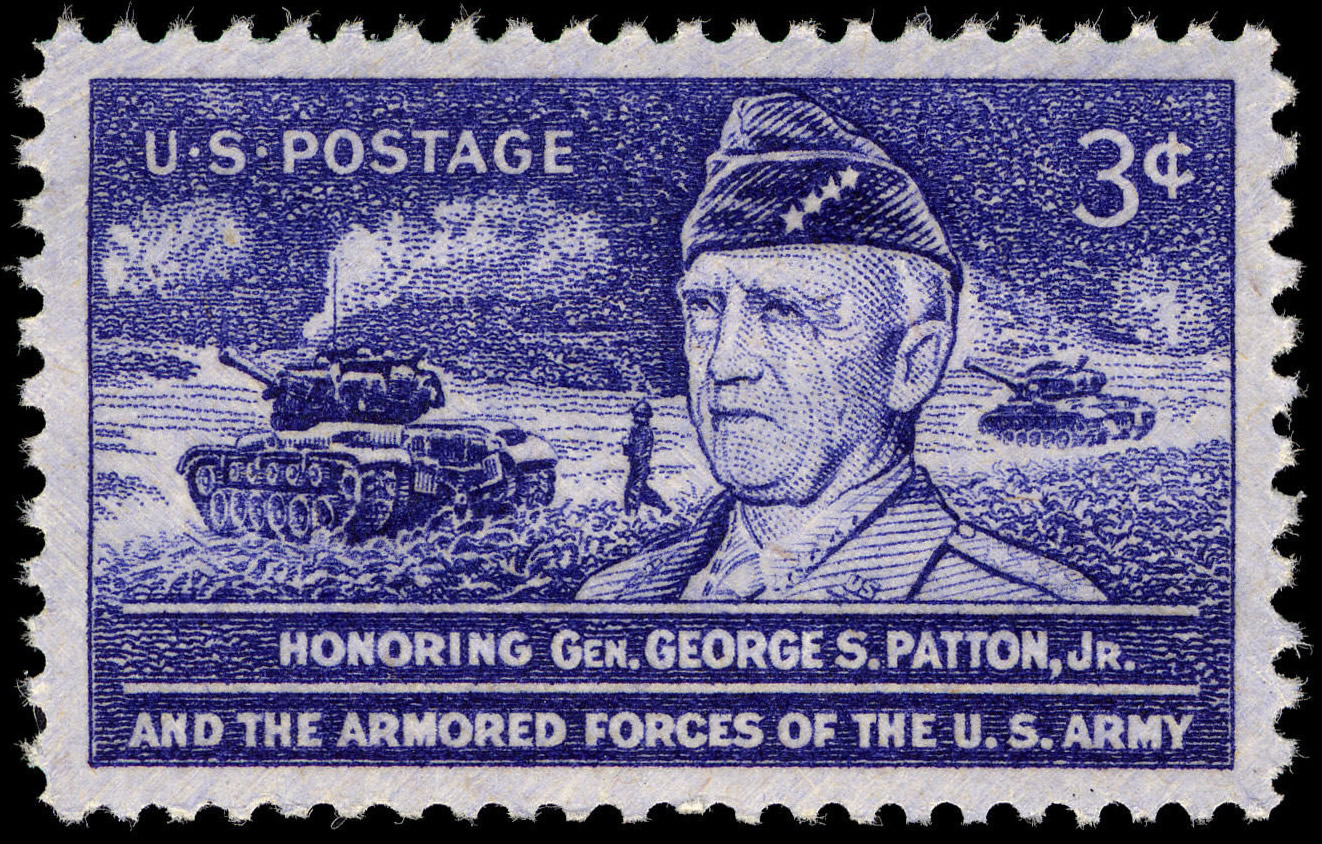
Briefmarke von 1953. Zu sehen sind George S. Patton sowie zwei Panzer des Typs M48 Patton.

- Viele Straßen und Gebäude in den USA wurden nach ihm benannt
- Luxemburg ehrte Patton als Befreier; so nennt sich Ettelbrück auch Patton-Stadt und hat ein General George Patton Memorial sowie ein General George Patton Museum.[17]
- Panzer Patton I und Patton II aus den 1950er Jahren
- US-Briefmarke von 1953
- Patton Museum und Center of Leadership[18] in Fort Knox, Kentucky
- General George S. Patton Memorial Museum in Chiriaco Summit, Kalifornien
- Patton-Denkmale in West Point, Boston (Massachusetts), Avranches (Frankreich), Bastogne (Belgien), San Marino und Dýšina (Tschechien)
- General-George-S.-Patton-Schule in Riverdale, Illinois und Patton Junior High School in Fort Leavenworth, Kansas
- Militärsiedlung Pattonville im Landkreis Ludwigsburg
- Kaserne Patton Barracks in Heidelberg[19]
- Patton Avenue in der ehemaligen amerikanischen Wohnsiedlung in Bad Nauheim. Sie wurde 2010 in Paul-Ehrlich-Straße umbenannt.[20]
- In Bad Tölz wurde die General-Patton-Straße nach ihm benannt[21]
- Patton Memorial und Museum in Pilsen (Tschechien)[22]
- Bulwar Generała George’a Smitha Pattona, ein Teil der in den 2010er-Jahren neu angelegten Weichselpromenade in Warschau
- In der Historischen Rangordnung der höchsten Offiziere der Vereinigten Staaten wird er auf dem 24. Rang geführt.
- Eine Brauerei in Dieue-sur-Meuse (Frankreich) stellt ein Bier mit einem Porträt des Generals auf dem Flaschenetikett unter dem Namen Patton Le Général her.
- Die Patton-Brücke in Köln wurde nach ihm benannt. Diese steht heutzutage nicht mehr.[23]

Auszeichnungen
Auswahl der Dekorationen, sortiert in Anlehnung der Order of Precedence of Military Awards:
- Distinguished Service Cross
- Army Distinguished Service Medal (2 ×)
- Silver Star (3 ×)
- Legion of Merit (2 ×)
- Bronze Star
- Purple Heart
- Großoffizier des belgischen Leopoldsorden
- Kommandeur der französischen Ehrenlegion
- Croix de guerre mit Palme
- Companion of the Order of the Bath
- Knight Commander of the Order of the British Empire
- Großkreuz des Militär- und Zivildienst-Orden Adolphs von Nassau
- Kriegskreuz von Luxemburg
- Großkreuz des marokkanischen Ouissam Alaouite
- Orden des Weißen Löwen (Ausprägung unbekannt)

## Zitate
- „Möge Gott Gnade mit meinen Feinden haben, denn ich werde sie nicht haben.“ (Wortlaut im Original: „May God have mercy upon my enemies, because I won’t.“)[24]
- „Ich habe große Achtung für die deutschen Soldaten. In Wirklichkeit sind die Deutschen das einzige anständige in Europa lebende Volk.“ (in seinem 1974 erschienenen dokumentarischem Nachlass bzw. in seinem Tagebuch: Auszug – Notizen, Ausg. 2 – 1974 – 889 Seiten – Master of War: The Patton Papers 1940–1945)
- „Sag Menschen nie, wie sie Dinge tun sollen. Sag ihnen, was zu tun ist, und sie werden dich mit ihrem Einfallsreichtum überraschen.“ (Im Original: „Don’t tell people how to do things. Tell them what to do and let them surprise you with their results.“) Aus: Schmitz, Heribert „Raus aus der Demotivationsfalle“, Gabler-Verlag, Wiesbaden 2005 (D).[25]
- „Wir haben den falschen Feind bekämpft“ (Original: “We fought the wrong enemy”) Die Aussage wird häufig mit seinen privaten Gesprächen oder Tagebucheinträgen in Verbindung gebracht, in denen er sinngemäß andeutete, dass der Hauptfeind nicht das nationalsozialistische Deutschland, sondern die Sowjetunion hätte sein sollen.
- „Ein guter Plan heute ist besser als ein perfekter Plan morgen.“[26]
- „Irgendwo auf Sizilien gibt es 400 hübsch angeordnete Gräber. Und das nur, weil ein Mann im Dienst schlief. Aber es sind deutsche Gräber, weil wir den schlafenden Bastard vor ihnen erwischt haben.“ (Aus seiner Rede an die 3. Armee am 5. Juni 1944)
- „Der Kraut hat seinen Kopf in den Fleischwolf gesteckt, und ich halte die Kurbel in der Hand.“ (26. Dezember 1944 zu Omar N. Bradley anlässlich des Eingreifens von Pattons 3. Armee in die Ardennenschlacht)[27]

Falschzuschreibungen
- „Es ist nicht das Ziel des Krieges, für dein Land zu sterben, sondern den anderen Bastard für seins sterben zu lassen.“ (Im Original: „The object of war is not to die for your country but to make the other bastard die for his.“)[28]

## Veröffentlichungen
- George S. Patton jr.: War As I Knew It. Houghton Mifflin, 1947/1975, ISBN 0-395-73529-7.
- Martin Blumenson (Hrsg.): The Patton Papers: 1940–1945. Houghton Mifflin, 2 Bände, 1974, Da Capo 1996.
- Kevin Hymel (Hrsg.): Patton’s photographs: War as he saw it. Potomac Books, 2006, ISBN 1-57488-872-2.

## Film
- Patton – Rebell in Uniform mit George C. Scott, Karl Malden u. a. Drehbuch: Francis Ford Coppola und Edmund H. North. Regie: Franklin J. Schaffner. USA 1970. (Der Film gewann 7 Oscars, darunter den für den besten Film des Jahres.)
- Verstecktes Ziel, OT: Brass Target, USA 1978, mit George Kennedy als Patton.
- Flucht der weißen Hengste
- Vier Kriegsherren gegen Hitler – George S. Patton jr.: Verdammt zum Krieg von Wolfgang Schoen und Holger Hillesheim D 2001[29]